# Asfordby
Asfordby – wieś w Anglii, w hrabstwie Leicestershire, w dystrykcie Melton. Leży 19 km na północny wschód od miasta Leicester i 151 km na północ od Londynu. Miejscowość liczy 3107 mieszkańców.